# Anuga fida
Anuga fida är en fjärilsart som beskrevs av Swinhoe 1902. Anuga fida ingår i släktet Anuga och familjen nattflyn. Inga underarter finns listade i Catalogue of Life.